# Rosanna Tavarez
Rosanna Tavarez, född 10 februari 1977 i New York, är en amerikansk TV-personlighet. Hon fick sitt genombrott då hennes grupp Eden's Crush syntes på TV-programmet Sabrina tonårshäxan. Hon studerade dans på Ohio State University.

## Filmografi
- Gotico (2009) (ej släppt)
- Countdown to the Emmys (2006)
- Reality Chat (2006)
- Idol Tonight (2006)
- Ready, Set, Change! (2005) (TV)
- TV Guide Live at the Idol Finale (2005) (TV)
- The 411 (2005) (TV)
- TV's Best 2005 (2005) (TV)
- TV Chat: Inside Reality (2005) (TV)
- TV Guide Specials: Idol - The Final Showdown (2005) (TV)
- TV Guide Specials: TV Hunks and Babes (2005) (TV)
- On-Air with Ryan Seacrest (2004) (TV)
- Good Day Live (2004) (TV)
- DreamChaser Tour (2002) (TV)
- Sabrina the Teenage Witch (2001) (TV)
- Popstars: USA' (2001) (TV)